# Chiasmodon microcephalus
Chiasmodon microcephalus is een straalvinnige vissensoort uit de familie van de chiasmodontiden (Chiasmodontidae). De wetenschappelijke naam van de soort is voor het eerst geldig gepubliceerd in 1929 door Norman.